# 夏の名残のばら
夏の名残のばら（The Last Rose of Summer）はアイルランドの詩人トーマス・ムーアの書いた詩。

## 成り立ちと詩
ムーアは1805年に、アイルランドのキルケニー県ジェンキンスタウン・パークでこの詩を書いた。この詩はブラーニーの木立（The Groves of Blarney）というアイルランド民謡の旋律と共に、アイルランドの旋律 (A Selection of Irish Melodies)第5巻（1813年12月出版）に収録された。なお、この版のピアノ伴奏は作曲家ジョン・アンドリュー・スティーヴンソンによって書かれている。

## 元の旋律「ブラーニーの木立」の由来
ムーアがこの詩に選んだ旋律ブラーニーの木立は、アイルランド民謡収集家エドワード・バンティングの編纂したアイルランド民謡集に収められている。この曲は、ハイド城（Castle Hyde）という民謡の旋律にアイルランドの詩人リチャード・アルフレッド・ミリキン（Richard Alfred Milliken/Millikin、1767年-1815年）が新たな歌詞をつけたものであった。
なお、ハイド城は、古い民謡 トゥルアの緑の木々（The Green Woods of Truigha）から派生した可能性が指摘されている。この「トゥルアの緑の木々」はロンドンデリーの歌の原典とも言われており、もしこの指摘が正しければ、夏の名残のばらとロンドンデリーの歌は元々同一の曲だったことになる

。

## 唱歌「庭の千草」
夏の名残のばらは、里見義（さとみ ただし、1824年-1886年）の翻案で『小学唱歌集 第三編』（1884年〈明治17年〉3月発行、文部省音楽取調掛編）に収められた。当初のタイトルは「菊」であったが、歌詞の冒頭の「庭の千草」がいつしかそのまま曲名になり、唱歌の1つとして広く親しまれた。
1941年12月、日本は第二次世界大戦へと突入。米英の音楽は禁止されたが、「庭の千草」は「蛍の光」などと並んで日本化されているとして禁止対象から除外されている。

## 音楽作品への引用

### クラシック音楽
19世紀を中心として、おびただしい編曲や変奏曲が作られた。以下はその一部である。
- ルートヴィヒ・ヴァン・ベートーヴェン

a) アイルランドの歌第2巻（20のアイルランドの歌）WoO.153 (1814年編曲、1816年出版)の第6曲悲しみと不運の季節（Sad and Luckless was the Season）
b) フルートとピアノのための6つの各国のアリアと変奏曲 op. 105 (1818年作曲、1819年出版)の第4曲
- フェルディナント・リース

弦楽四重奏、コントラバス、ピアノのための大六重奏曲'（Grand sestetto ... in which is introduced the admired air 'The Last Rose Summer）op. 100 (1819年、第２楽章アンダンテに夏の名残のばらが使用されている)
- フリードリヒ・カルクブレンナー

アイルランドのアリアに基づくピアノのための幻想曲 op. 50 (1821年、ピアノ独奏曲)
- ニコラ＝シャルル・ボクサ

アイルランドの愛すべき旋律による幻想曲と変奏曲 （Fantaisie et variations sur un air favori irlandais）(1822年、ハープ独奏曲)
- マウロ・ジュリアーニ

6つのアイルランド民謡（Six Airs irlandois nationales variés）op. 125より第2曲 (1825年頃、ギター独奏曲)
- イグナーツ・モシェレス

アイルランドの思い出（The Recollections of Ireland） op. 69(1826年、ピアノと管弦楽の協奏曲)
- フェリックス・メンデルスゾーン

「夏の名残のばら」による幻想曲（Fantasia on 'The Last Rose of Summer'）op. 15 (1827年頃、ピアノ独奏曲)
- ジャン＝ルイ・テュルー（英語版）

イングランドの思い出（Souvenir anglais） op. 51 (1828年、2本のフルートとピアノの三重奏曲)
- フリードリヒ・クーラウ

アイルランド民謡による変奏曲 op. 105 (1829年、フルートとピアノの二重奏曲)
- カスパル・クンマー（英語版）

流行の主題の編曲集（Transcriptionen über beliebte Themen） op. 157より第6曲「夏の名残のばら」（Des Sommers letzte Rose） (1829年、フルート二重奏曲)
- アンリ・エルツ

夏の名残のばら （The Last Rose of Summer） op. 159 (1842年、ピアノ独奏曲)
- ウィリアム・ヴィンセント・ウォレス（英語版）

夏の名残のばら (The Last Rose of Summer)（1846年)
- フリードリッヒ・フォン・フロトー

歌劇  マルタのアリア "夏の名残のばら"（Letzte Rose） (1847年)
- シャルル・マイヤー（英語版）

幻想的変奏曲「名残のばら」 （La Dernière rose. Fantaisie variée） (1840年代半ば、ピアノ独奏曲)
- ミハイル・グリンカ

スコットランドの主題による変奏曲（Theme ecossais varie） (1847年、ピアノ独奏曲、スコットランドと題されているが実際に使用されている主題は夏の名残のばらである)
- ヨアヒム・ラフ

即興曲「夏の名残のばら」（The Last Rose of Summer. La Dernière rose.Impromptu）op. 46 (1849年、ピアノ独奏曲)
- アウグスト・ナイトハルト（ドイツ語版）

夏の名残のばら（Des Sommers letzte Rose）op. 141 no. 3 (1850年、混声合唱曲)
- ヘンリー・ブリンリー・リチャーズ（英語版）

夏の名残のばら（The Last Rose of Summer）op. 45 (1853年、ピアノ独奏曲)
- チャールズ・オベルトゥール（英語版）

エアー「夏の名残のばら」による序奏を伴うフロトーの歌劇「マルタ」のモティーフによる華麗なる幻想曲（（Fantaisie brillante, on motives of Flotow's Martha, introducing the air 'The Last Rose of Summer'）op. 116 (1854年、ハープ独奏曲)
- ジギスモント・タールベルク

アイルランド民謡「夏の名残のばら」による変奏曲（The Last Rose of Summer. Air irlandais varié）op. 73 (1857年、ピアノ独奏曲)
- アンリ・ヴュータン

アメリカの花束（Bouquet Americain）op. 33より第5曲夏の名残のばら （Dernière rose de l'été） (1860年、ヴァイオリンとピアノの二重奏曲)
- ハインリヒ・ヴィルヘルム・エルンスト

無伴奏ヴァイオリンのための６つの練習曲（Sechs mehrstimmige Etüden、Six Polyphonic Studies）より第6番 「夏の名残のばら」による変奏曲（Variations on 'The Last Rose of Summer'）(1865年)
- ジョセフ・オケリー（英語版）

子供たちの夜（Les Soirées enfantines）第2巻より第6曲「名残のばら」 （La Dernière rose）(1866年、独奏ピアノとピアノ4手連弾の２つの版がある)
- ジュール・ダンベ（英語版）

アイルランドの旋律「名残のばら」による幻想曲（La Dernière rose. Mélodie irlandaise, fantaisie） (1870年、ヴァイオリンとピアノの二重奏曲)
- シャルル・グノー

夏の名残のばら（The Last Rose of Summer） (1873年、混声合唱曲)
- シドニー・スミス（英語版）

演奏会用パラフレーズ「夏の名残のばら」（The Last Rose of Summer. Paraphrase de concert） op. 173(1880年頃、ピアノ独奏曲)
- フェリックス・ゴドフロワ（英語版）

アイルランドの旋律「夏の名残のばら」（La Dernière rose d'été. Mélodie irlandaise） (1891年、ハープ独奏曲)
- マックス・レーガー

「名残のばら」による4声のカノン（Vierstimmiger Kanon über das Lied 'Letzte Rose'） (1903年、ピアノ独奏曲)
- パウル・ヒンデミット

9つの英語の歌（Nine English Songs）より第４曲「夏の名残のばらを聞いて」 （On Hearing 'The Last Rose of Summer'）(1944年)
- ベンジャミン・ブリテン

民謡編曲第４巻「ムーアによるアイルランドの旋律」（Folksong Arrangements, vol. 4: Moore's Irish Melodies）(1958年) より第9曲

### ポピュラー音楽
- グレイトフル・デッド

歌 "ブラック・マディ・リヴァー"（Black Muddy River）の中で詩を引用している。
- クラナド

アルバム クラン・ウル
- サラ・ブライトマン

アルバム The Trees They Grow So Highで収録している。
- シャルロット・チャーチとアイリッシュ・テノールズ（英語版）
- ケルティック・ウーマン、および、 メイヴ、クロエ・アグニュー

 メイヴとヘイリー・ウェステンラが音楽グループ ケルティック・ウーマンとして歌っている。また、メンバーの一人クロエ・アグニューがソロアルバムに収録している。ツアーCeltic Woman: A New Journeyでは、アグニューはメイヴ、ウェステンラ、リン・ヒラリーと共に歌っている。同じバージョンをアグニューとヒラリーがツアー Isle Of Hopeで歌っている。メイヴはソロアルバム Celtic Journeyにも収録している。
- ジューダス・プリースト

1977年のアルバム "背信の門"で、"'夏の名残のばら'"と題する曲が収録されている。これはロブ・ハルフォードとグレン・ティプトンが書いたものであり、"頑固な愛"を歌っている。
- トム・ウェイツ

1993年のアルバム ブラック・ライダーにて、舞台演出家ロバート・ウィルソンや小説家ウィリアム・S・バロウズとの共作による同名の舞台作品に基づく「夏の名残のばら」と題する歌を収録している。この歌の中でウェイツは、"暗くて長い影"（in shadows dark and long）で覆われた "大好きなばら"（favourite rose）の花びらについて話している。歌の終わりは "I can be found in the garden singing this song / When the last rose of summer is gone."という言葉で締めくくられる。
- フィンヌーラ・シェリー（英語版）、 ニュー・インストゥルメンタルの二人組シークレット・ガーデンのヴァイオリン兼ヴォーカル担当）

ソロ・デビュー・アルバム "ソングス・フロム・ビフォー"にて、"'夏の名残のばら'"と題する歌を収録している。
- ローラ・ライト（英語版）

アルバム The Last Rose (2011年)にて、タイトル曲として収録している。
- カニエ・ウェスト

2013年のアルバム イーザスに収録された歌 "'ブラッド・オン・ザ・リーヴス'"で、夏の名残のばらを引用している。

## 関連
庭の千草（上記の項）、主な録音
- 大谷洌子
- 菅原洋一
- デューク・エイセス
- ボニージャックス
- 由紀さおり・安田祥子
- 芹洋子
- 鮫島有美子
- 真理ヨシコ

## 文学作品上での言及
- ジュール・ヴェルヌの小説 消えたダイヤモンド、南十字星（The Southern Star）として知られる)。
- ウィルキー・コリンズの小説   月長石  。(カッフ巡査部長（Sergeant Cuff ）がしばしばこのチューンを口笛で吹く。)
- ジェイムズ・ジョイスの小説 ユリシーズ[4]。
- ジョージ・エリオットの小説ミドルマーチ（en:Middlemarch）

## 映画、テレビ、ラジオ
- 1939年の映画 庭の千草 (映画)  （原語Three Smart Girls Grow Up）で、ディアナ・ダービンが歌っている[5]。
- 1941年の映画 幽霊紐育を歩く

彼の他の男の体で生き返った主人公ジョー・ペンドルトン（Joe Pendelton）が、自分のその生存を証明するのに中々うまくいかず、最後に成功した方法がサクソフォンで "夏の名残のばら" を吹くことだった。 他の登場人物は皆彼のことを単に体を得た死者と思っているが、彼がかつてのボクシングのマネージャーのためにサクソフォンを吹くときにかつてしていたのと同じ音を間違えたことで、あの世から戻ってきたという彼の話が真実であることを確かめる。
- 1944年の映画 ガス燈

イングリッド・バーグマン演じる主人公ポーラ（Paula）の絞殺された叔母オペラ歌手アリス・アルクイスト（Alice Alquist）と結び付けられている。
- 1955年の アレック・ギネス主演の映画 マダムと泥棒

エンディングのケイティ・ジョンソンが警察署から立ち去るシーンで、ハーディ・ガーディの演奏で聞こえる。
- 1983年から1984年にかけて放送されたNHK連続テレビ小説おしん

ハーモニカで吹く場面が登場する。
- 1995年の映画 恋する予感

主人公オハラ（P.L. O'Hara）のテーマ音楽として使用されており、映画全体のライトモティーフとなっている。
- スマッシング・パンプキンズのアルバム「マシーナⅡ／ザ・フレンズ＆エネミーズ・オブ・モダン・ミュージック」に収録された歌 スピード・キルズ（英語版）
- イギリスの放送局チャンネル4のテレビ番組 シェイムレス（英語版）シーズン6第16話（最終回）

アーロン・マカスカー演じるジェイミー・マグワイヤが、妹マンディー・マグワイヤ（Mandy Maguire、サマンサ・シッドールが演じている)の葬式で歌った。
- アメリカの放送局PBSで放送されたリック・バーンズ（英語版）のドキュメンタリーシリーズ ニューヨーク：ドキュメンタリー映画（英語版）
- 2011年2月、フォックスのテレビ番組シリーズザ・シカゴ・コード（英語版）シーズン1 エピソード 2 豚屠殺業者（Hog Butcher）

殉職したシカゴ市警察の警察官アントニオ・ベッツ（Antonio Betz）の追悼式の中で制服警官として登場するジェイソン・ベイル（Jason Bayle）の歌で取り上げられた。
- 1978年、BBCラジオ製作の人間とコンピュータの関係を描いた2時間半の科学フィクション （プロデューサー：ステファン・ギャラガー（英語版））[6]。
- ルースター・ティース・プロダクションズによるWEBアニメシリーズ RWBY

2012年の予告映像 "赤"（Red） の中で出てくる祭壇にサマー・ローズ（"Summer Rose"）の言葉が詩の30行目 "Thus Kindly I Scatter"と共に刻まれている。この言葉は、主人公ルビー・ローズ（Ruby Rose）の母の名としても用いられている。
- 2000年のタイの西部劇 怪盗ブラック・タイガー（英語版、タイ語版）

アレンジが加えられて'"Kamsuanjan"' ("月の嘆き"（The Moon Lament）の意味) という名前で悲劇的なエンディングの中でエンディングテーマとして使用された。
- 2023年、NHK連続テレビ小説らんまんでクララ(アナンダ・ジェイコブス)が歌う。

## ゲーム
- 任天堂のゲーム FOREVER BLUE 海の呼び声（2009年）の中で、ザッハーブ海域における深海のテーマとして使われている。